# Casinò di Venezia
Il Casinò di Venezia è stato fondato nel 1638 ed è riconosciuto come la casa da gioco più antica al mondo.

## Storia

### Origini
Durante la Repubblica di Venezia erano presenti diversi club di gioco d'azzardo illegali di proprietà privata che offrivano intrattenimenti ai membri della nobiltà veneziana nel quartiere di Rialto. Questi circoli nacquero dopo che le autorità veneziane tentarono di vietare i giochi d'azzardo che erano sorti spontaneamente per le strade della città. Rendendosi conto di non poter impedire efficacemente ai cittadini di scommettere sui dadi e sui giochi di carte, il Maggior Consiglio di Venezia decise di istituire il suo "Ridotto" nel 1638 in occasione dell'annuale Carnevale di Venezia. La prima casa da gioco veneziana fu aperta nel Ridotto del Palazzo Dandolo, primo casinò mercantile pubblico e legale dell'Occidente, aperto diversi secoli dopo alcuni stabilimenti di gioco d'azzardo in Cina. Combinando gli interessi dei giocatori d'azzardo mercantili (che traevano profitto dai giochi) e delle autorità governative (che cercavano di legittimare il gioco d'azzardo per scopi di ordine pubblico e di aumento delle entrate pubbliche), il Ridotto fu uno dei primi modelli per l'uso di proventi del gioco d’azzardo per sostenere la finanza statale. Secondo lo statuto originario del casinò, l'accesso al Ridotto era aperto al pubblico; tuttavia, a causa delle alte poste di gioco e del codice di abbigliamento formale (i giocatori dovevano indossare cappelli a tricorno e maschere per partecipare ai giochi), solo i nobili e benestanti potevano di fatto permettersi di giocare ai tavoli del casinò. Per quanto riguarda i giochi, è noto che il Ridotto offrisse il biribissi e la bassetta.

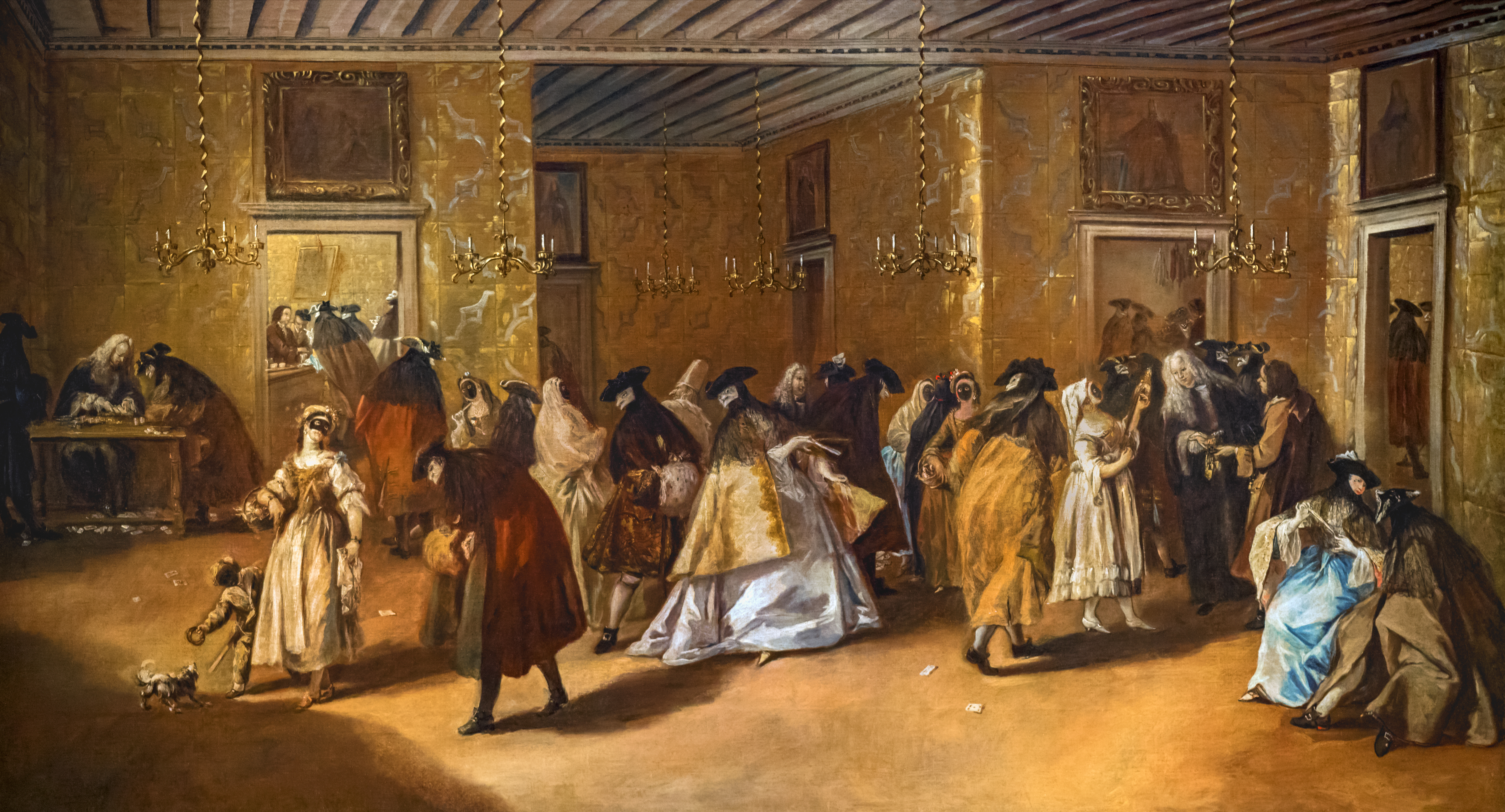
Francesco Guardi, Il Ridotto di palazzo Dandolo a San Moisè
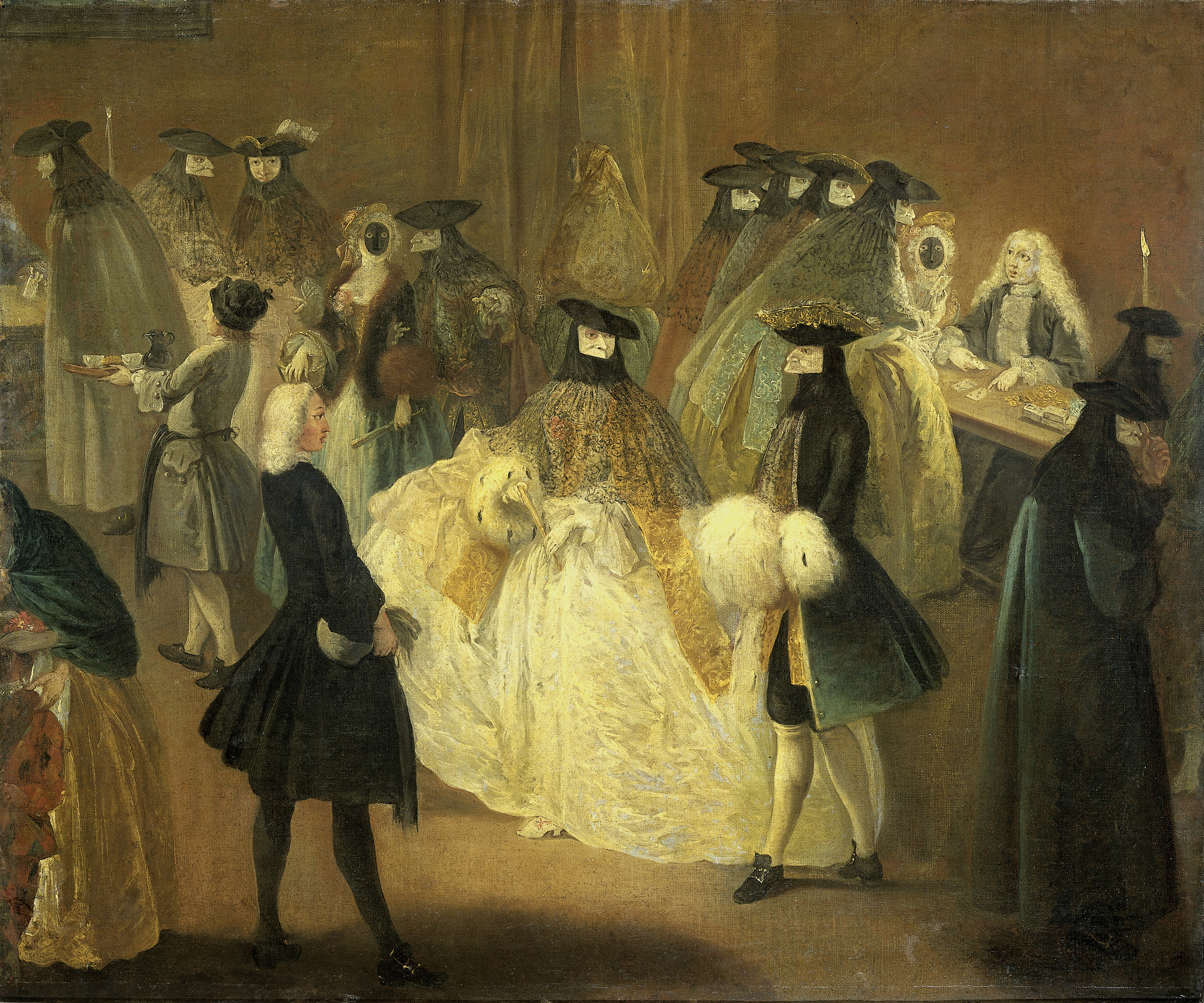
Pietro Longhi, Il Ridotto
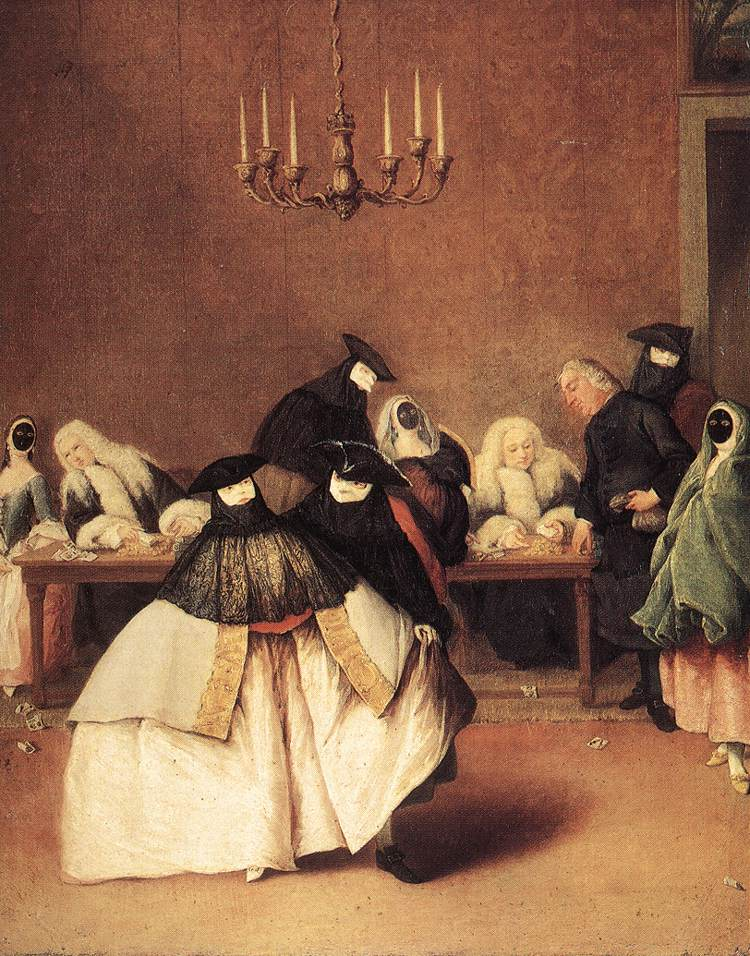
Pietro Longhi, Il Ridotto

Il biribissi era un gioco simile a una lotteria in cui i giocatori piazzavano scommesse su uno dei 70 possibili risultati: un impiegato del casinò, il "banchiere", estraeva quindi un numero da un sacchetto e chiunque avesse scommesso su quel numero vinceva il piatto del gioco, pari a 64 volte la sua scommessa originale. Considerando che ogni risultato del gioco dava solo circa l'1% di possibilità di vincere per ogni scommessa, ciò significava che la casa del Ridotto godeva di un vigore del gioco dell'8,6% (vincita media = 64*(1/70) = 91,4 %).
Il gioco più diffuso al Ridotto, però, era il gioco di carte bassetta. Questo gioco era un incrocio tra blackjack, poker e gin rummy e offriva ai giocatori vincenti un pagamento pari a 60 volte la loro scommessa. Negli anni successivi fu sostituito dal gioco di carte faro, che avrebbe guadagnato una popolarità ancora maggiore negli Stati Uniti.
Altro gioco molto popolare era lo sbaraglino: citato da Casanova come esempio di combinazione di passione e tensione emotiva, questo gioco faceva parte della famiglia dei giochi da tavolo come il trictrac in Francia o il backgammon in Inghilterra.
Il 27 novembre 1774 il riformatore veneziano Giorgio Pisani propose alla città di chiudere il Ridotto "per preservarne la pietà, la sana disciplina e la moderazione nel comportamento". La mozione di Pisani passò a stragrande maggioranza e il casinò chiuse i battenti nello stesso anno.
Un'altra celebre casa da gioco fu quella gestita dai barnabotti in campo San Barnaba e fu per un lungo periodo l'unica legale a Venezia.

### Il casinò moderno

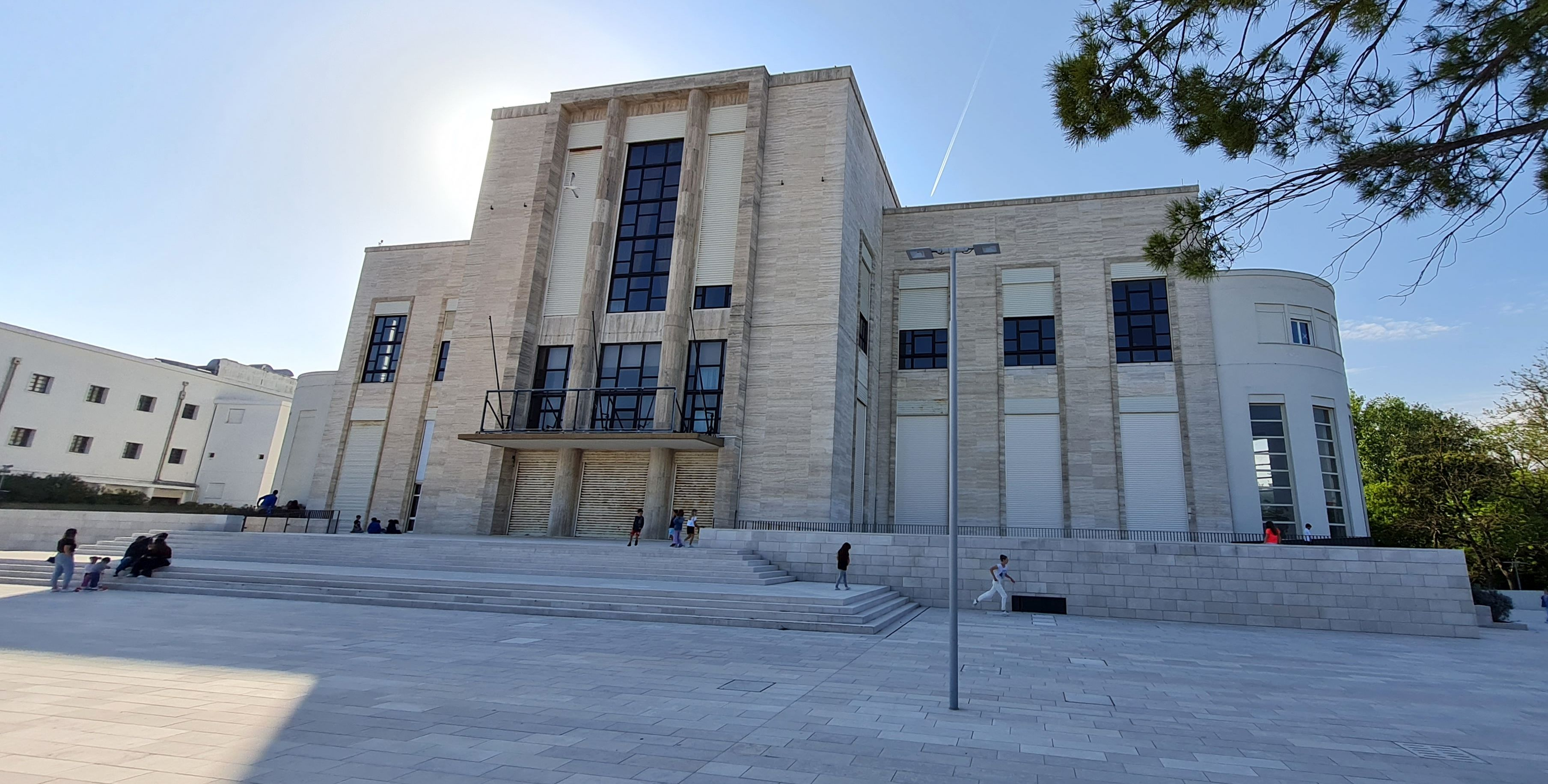
Palazzo dell'ex casinò al Lido di Venezia

Il 1º luglio 1936 fu inaugurato il Casinò di Venezia al Lido di Venezia, attivo come sede estiva fino alla fine degli anni 1990.
Nel 1946 il Comune di Venezia acquistò il palazzo di Ca' Vendramin Calergi sul Canal Grande, che vi installò la sede invernale del Casinò di Venezia. Soltanto agli inizi degli anni 2000, il Comune di Venezia cedette al Casinò di Venezia SpA, propria società partecipata, la proprietà effettiva dell'edificio e delle pertinenze.
Nel 1999 è stata inaugurata una nuova sede a Ca' Noghera, primo casinò all'americana aperto in Italia.

## Le sedi

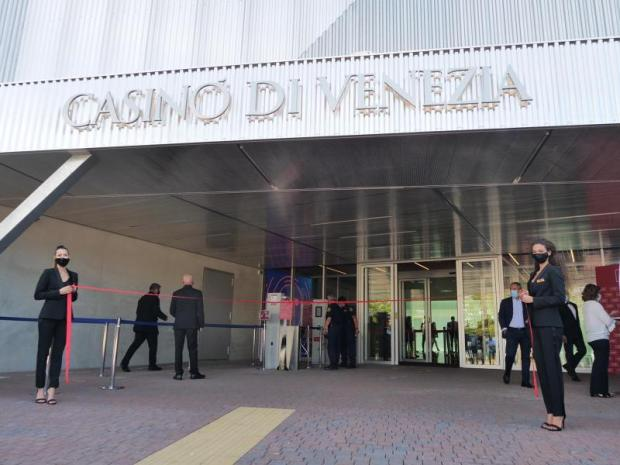
Sede di Ca' Noghera

Le due sedi del Casinò di Venezia sono:
- Ca' Vendramin Calergi, palazzo rinascimentale affacciato sul Canal Grande in pieno centro della città, residenza di patrizi veneziani e ultima abitazione di Richard Wagner;
- Ca' Noghera, una moderna struttura di oltre 5000 m², vicino all'aeroporto Marco Polo.

## I giochi
A Ca' Vendramin Calergi si trovano tavoli da gioco di tradizione francese (Chemin de Fer, Punto Banco, Roulette Francese), di matrice americana (Caribbean Poker, Fair Roulette, Black Jack) e slot machines.
A Ca' Noghera sono presenti oltre 550 slot machines e i principali giochi di tavolo americani e francesi: Fair roulette, Black Jack e Caribbean Stud Poker, Punto banco, Chemin de fer e Roulette francese. Mentre non è più presente la sala dedicata al Texas hold 'em poker.

## La gestione

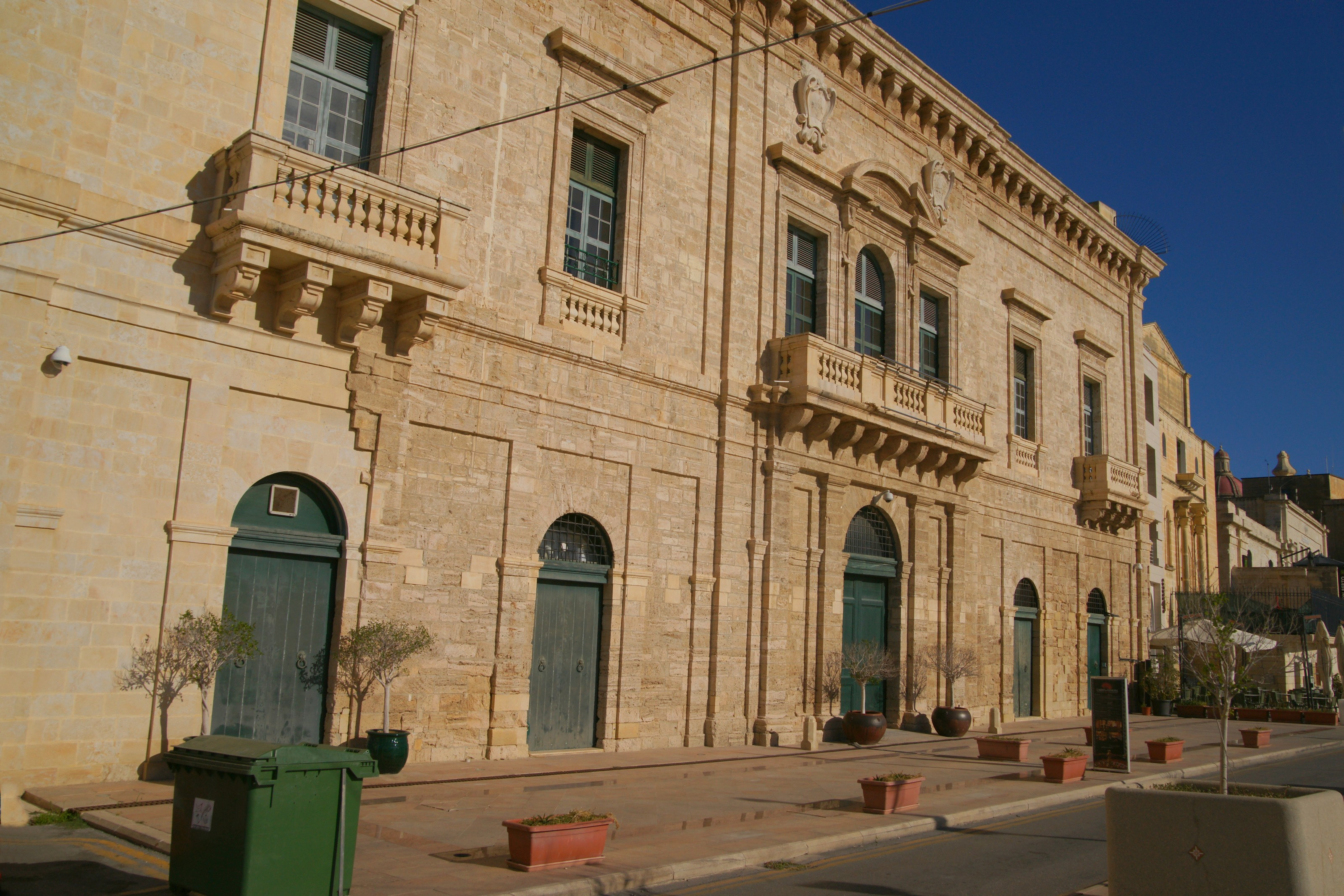
Ex sede del Casinò di Venezia a Vittoriosa (Malta), poi fallito.

In Italia il settore del gioco d'azzardo è soggetto ad una rigorosa regolamentazione da parte dello Stato; l'autorizzazione alla gestione delle case da gioco — in deroga alle leggi penali vigenti — è concessa a soli quattro enti pubblici, tra cui il Comune di Venezia, perché provocano ludopatia.
Il soggetto giuridico autorizzato all'esercizio del gioco d'azzardo in queste sedi, è il Comune di Venezia, quale unico destinatario dell'autorizzazione del Ministero dell'Interno del 16 luglio 1936. A partire dal 1997 la gestione della Casa da Gioco è stata affidata a CMV, società interamente partecipata del Comune, mediante la stipula di una convenzione ai sensi della quale CMV tratteneva, a titolo di remunerazione dell'attività di gestione della Casa da Gioco, una quota degli incassi di gioco realizzati. In data 1º ottobre 2012, tutti gli asset operativi - escluse le Sedi - della Casa da Gioco sono state trasferiti da CMV ad una newco denominata Casinò di Venezia Gioco S.p.A., cui è stata altresì affidata la gestione del Servizio per effetto del subentro alla convenzione in essere. Nello stesso periodo la stessa azienda apre una sede del casinò a Malta, presto fallita; questo è il primo caso verificatosi al mondo di fallimento di un casinò a causa del bilancio in perdita. Lo stesso casinò di Venezia, caso altrettanto unico nella storia mondiale dei casinò, è da anni in perdita, sostenuto solo dalle sovvenzioni comunali.
Sotto accusa è il meccanismo del 25 per cento di introiti garantiti dal Casinò al Comune ogni anno. «Per effetto di tale meccanismo» scrivono i giudici contabili «pur risultando i ricavi della gestione superiori ai costi, l’utile d’impresa si trasforma sistematicamente in una perdita. L’attività in questione, in sostanza, benché di per sé produttiva, a causa dell'interferenza del socio, che trattiene una percentuale di ricavi superiori ai costi, genera perdite costanti. Il comportamento appena descritto, all'evidenza, crea le condizioni di uno squilibrio strutturale, considerato che la società opera sul mercato secondo criteri di economicità tipici dell’attività imprenditoriale. Tale squilibrio obbliga l'ente a ripianare le perdite con continui apporti di capitale, con riflessi negativi sul bilancio comunale».